# Giulio Bonfiglio
Giulio Bonfiglio (Agrigento, 11 maggio 1896 – Agrigento, 24 dicembre 1958) è stato un politico e militare italiano.

## Biografia
Avvocato, allievo del giurista Roberto De Ruggiero, durante la prima guerra mondiale si comportò valorosamente e fu insignito della Medaglia d'argento al valor militare e di quella di bronzo. Fu poi presidente dell'Associazione combattenti e reduci della provincia agrigentina, oltre che presidente del consiglio d'amministrazione dell'Ospedale civile di Agrigento.
Entrato nella vita politica accanto a Giovanni Guarino Amella e alla sua Democrazia sociale, subì le prime angherie fasciste. Nel 1924 si candidò alla Camera dei deputati per il Partito Popolare sfiorando l'elezione. Con l'affermarsi del fascismo e il forzato scioglimento del PPI (5 novembre 1926), seguì l'esempio dell'amico Amella defilandosi dalla politica attiva e tornando a dedicarsi alla professione forense.
Nel secondo dopoguerra aderì alla Democrazia Cristiana militando nella corrente di "destra" capeggiata da Gaetano Di Leo. Nel 1951 venne eletto deputato all'Assemblea regionale siciliana nel collegio di Agrigento, ottenendo la carica di presidente dell'assemblea grazie a un accordo con il Movimento Sociale Italiano. Rieletto deputato regionale nel 1955, fu assessore all'Industria e poi al Lavoro. Morì improvvisamente la vigilia di Natale del 1958. Il suo testimone politico fu preso dal figlio Angelo Bonfiglio.

## Dedicazioni
- Istituto comprensivo Giulio Bonfiglio (Elementare e Media), a Palermo
- Piazzale Avvocato Giulio Bonfiglio, a Palma di Montechiaro
- Via Giulio Bonfiglio, a Cammarata
- Via Giulio Bonfiglio, a Lampedusa e Linosa
- Via Giulio Bonfiglio, a Grotte
- Via Giulio Bonfiglio, a Canicattì
- Villa comunale Giulio Bonfiglio, ad Agrigento
- Viale Giulio Bonfiglio, a Caltabellotta